# Salman bin Sultan Al Sa'ud
Salmān bin Sulṭān Āl Saʿūd (in arabo سلمان بن سلطان بن عبد العزيز آل سعود‎?; Dhahran, 2 febbraio 1976) è un principe, militare e politico saudita, membro della famiglia reale Āl Saʿūd.

## Primi anni di vita e formazione
Il principe Salman è nato a Dhahran il 2 febbraio 1976  ed è figlio del defunto principe ereditario Sultan e di Ṣayfa bint Juwayʿid al-Dāmir. Salman ha conseguito una laurea in scienze militari e ha frequentato diversi corsi in materia di sicurezza e di intelligence.

## Carriera
Il principe ha iniziato la sua carriera come sottotenente dell'aeronautica militare. In seguito ha lavorato come comandante di plotone in una unità di difesa aerea  e in seguito come addetto militare con il grado di primo tenente all'ambasciata saudita a Washington durante il mandato del principe Bandar come ambasciatore negli Stati Uniti agli inizi degli anni 2000. Il suo mandato è terminato nel 2008. Il principe Salman ha servito come assistente segretario generale del Consiglio nazionale della sicurezza con delega agli affari di intelligence e sicurezza. Nell'agosto 2011, è stato promosso al rango di eccellenza. Durante il suo mandato ha lavorato con il suo fratellastro Bandar, che ha guidava sia il consiglio che la Presidenza Generale dell'Intelligence. Durante il suo mandato era uno dei tre funzionari sauditi che erano strumentali nell'attuazione della politica dell'Arabia Saudita nell'affare siriano insieme al ministro degli affari esteri Sa'ud bin Faysal e al principe Bandar.
Il principe Salman è stato nominato vice ministro della difesa con rango di ministro, il 6 agosto 2013, in sostituzione di Fahd bin Abd Allah Al Sa'ud. Su sua richiesta, il 14 maggio 2014, è stato sollevato dall'incarico e sostituito dal principe Khalid bin Bandar.
È anche vice segretario generale della Fondazione Sultan bin Abd al-Aziz Al Sa'ud.
Il 12 dicembre 2023 re Salman lo ha nominato governatore della provincia di Medina con rango di ministro.

## Vita personale
Il principe Salman è sposato con Falwa bint Ahmad bin Abd al-Aziz Al Sa'ud, figlia di suo zio ed ex ministro dell'interno Ahmad.